# Ethyltrifluoracetat
Ethyltrifluoracetat ist eine chemische Verbindung aus der Gruppe der Trifluoracetate.

## Gewinnung und Darstellung
Ethyltrifluoracetat kann durch Reaktion von 2,4,6-Tris(trifluormethyl)-1,3,5-triazin mit Ethanol in Gegenwart von Salzsäure gewonnen werden. Ersteres lässt sich wiederum durch eine zweistufige Reaktion ausgehend von Trichloracetonitril durch Reaktion mit Chlorwasserstoff und der Fluorierung des Zwischenproduktes mit Antimontrifluorid darstellen.
Die Verbindung kann auch durch Reaktion von Trifluoressigsäure oder Natriumtrifluoracetat mit Ethanol gewonnen werden.

## Eigenschaften
Ethyltrifluoracetat ist eine farb- und geruchlose Flüssigkeit, die wenig löslich in Wasser, aber mischbar mit Chloroform und Methanol ist. Die Verbindung liegt in der Gasphase in zwei konformeren Formen vor.

## Verwendung
Ethyltrifluoracetat wird als Zwischenprodukt in der organischen Synthese verwendet, um organische Fluorverbindungen wie 3-Ethyl-1-methylimidazoliumtrifluoracetat (EMITA) herzustellen. Es wird auch bei der Synthese verschiedener pharmazeutisch aktiver Moleküle und landwirtschaftlicher Produkte eingesetzt und ist auch für die Herstellung von trifluoracylierten Verbindungen nützlich. Die Trifluoracetylgruppe ist als Aminschutzgruppe in der organischen Synthese weit verbreitet, da sie unter milden Bedingungen leicht entfernt werden kann.

## Externe Links zu erwähnten Verbindungen
1. ↑  Externe Identifikatoren von bzw. Datenbank-Links zu 2,4,6-Tris(trifluormethyl)-1,3,5-triazin:  CAS-Nr.: 368-66-1, EG-Nr.: 206-709-3, ECHA-InfoCard: 100.006.100, PubChem: 9715, Wikidata: Q72515450.